# Толстоухов Анатолій Володимирович
Анато́лій Володи́мирович Толстоу́хов (2 січня 1956, Харцизьк, Донецька область, Українська РСР, СРСР) — український державний діяч, політик та науковець, державний службовець І рангу, доктор філософських наук (2004), академік НАПН України (Відділення психології, вікової фізіології та дефектології, листопад 2010), член Партії регіонів, заступник голови Київської міської організації Партії регіонів.
З 25 липня 1997 по 9 грудня 2010 (з перервами) обіймав посаду міністра Кабінету Міністрів України (урядового секретаря).
У 2011–2013 — радник, спеціальний уповноважений Прем'єр-міністра України М. Я. Азарова.

## Життєпис
Народився 2 січня 1956 (Харцизьк, Донецька область) в сім'ї робітника; росіянин; дружина Світлана Валентинівна — Президент Ліги соціальних працівників України; має двох синів.

## Освіта
Орловський державний педагогічний інститут (1978), вчитель історії, суспільствознавства і англійської мови; Вища партійна школа при ЦК КПУ, відділення журналістики (1988); кандидатська дисертація «Філософсько-світоглядні засади оптимального управління екологічною ситуацією в Україні» (Київський національний університет імені Тараса Шевченка, 1999); докторська дисертація «Творення еко-майбутнього в контексті глобалізації: проблеми керування та перспективи розвитку» (Київський національний університет імені Тараса Шевченка, 2004).

## Кар'єра
09.1973 — 07.1978 — студент історико-англійського факультету Орловського державного педагогічного інституту.
08.1978 — 05.1979 — вихователь колонії для неповнолітніх, місто Орел; директор краснянської 8-річної школи Орловської області.
05.1979 — 10.1980 — служба в армії (заступник командира взводу, секретар організації ВЛКСМ дивізіону).
11.1980 — 08.1981 — викладач історії ПТУ № 48, місто Зугрес Донецької області.
08.1981 — 03.1983 — директор 8-річної школи-інтернату, місто Зугрес.
03.1983 — 02.1986 — лектор, інструктор відділу пропаганди та агітації Харцизького міськкому КПУ.
02. —08.1986 — завідувач відділу соціальних питань редакції газети «Социалистическая Родина», місто Харцизьк.
09.1986 — 07.1988 — слухач відділення журналістики Вищої партійної школи при ЦК КПУ.
08.1988 — 08.1990 — заступник редактора Волноваської райгазети «Знамя труда».
05 —07.1994 — генеральний директор Інформаційного агентства «Українське молодіжне агентство», місто Київ.
08.1994 — 09.1995 — заступник голови ради Фонду сприяння розвитку мистецтв; президент телерадіокомпанії «Світязь»; редактор газети «Завтра».
09.1995 — 07.1997 — заступник Міністра Кабінету Міністрів України з регіональних і громадсько-політичних питань.
25 липня 1997 — 20 грудня 1999 — Міністр Кабінету Міністрів України.
16 — 27 грудня 1999 — Урядовий секретар Кабінету Міністрів України.
Лютий 2000 — жовтень 2001 — заступник голови з питань освіти та культури Київської міськдержадміністрації.
Жовтень 2001 — квітень 2002 — перший заступник голови НДП (на постійній основі).
31 липня 2003 — 29 січня 2005, 4 серпня 2006 — 18 грудня 2007, 11 березня — 9 грудня 2010 — Міністр Кабінету Міністрів України України.
2011—2013 — радник, спеціальний уповноважений Прем'єр-міністра України.
Член КПРС (1982—1991).
Був членом оргкомітету зі створення СПУ.
У 1993—1996 — заступник голови—координатор ТКУ.
У 1996 р. разом з іншими членами ТКУ увійшов до складу Народно-демократичної партії і залишався у ній до 2006 року.
Член політвиконкому та політради Народно-демократичної партії (з лютого 1996), заступник голови НДП з регіональної політики (листопад 1998 — грудень 2000), голова Київської міської організації НДП; керівник центрального штабу НДП на виборах до Верховної Ради України (з 1997); перший заступник голови НДП (з грудня 2000); позаштатний радник Президента України (до січня 2005).
Народний депутат України 12 (1) скликання з березня 1990 (2-й тур) до квітня 1994, Волноваський виборчій округ № 148, Донецька область. Секретар Комісії у справах молоді. На час виборів: заступник редактора Волноваської районної газети «Знамя труда», член КПРС. 1-й тур: з'явилось 88,3 %, «за» 34,7 %. 2-й тур: з'явилось 83,3 %, «за» 60,4 %. 3 суперника. (основний — М. П. Єременко; 1-й тур — 23,5 %, 2-й тур — 29,3 %).
Березень 1994 — кандидат у народні депутати України, Харцизький виборчій округ № 143, Донецька область, висунутий трудовим колективом. 1-й тур — 0,89 %, 12 місце з 18 претендентів.
Обраний народним депутатом України 3-го скликання у березні 1998 від НДП, № 9 в списку. На час виборів — Міністр Кабінету Міністрів України, член НДП. Зняв кандидатуру.
Народний депутат України 4-го скликання з квітня 2002 до червня 2004 від Блоку «За єдину Україну!», № 14 в списку. На час виборів — перший заступник голови НДП, член НДП. Член фракції «Єдина Україна» (травень — червень 2002), уповноважений представник фракції НДП (червень 2002 — травень 2004), член фракції НДП та ПППУ (з травня 2004). Заступник голови Комітету з питань екологічної політики, природокористування та ліквідації наслідків Чорнобильської катастрофи (з червня 2002). Склав депутатські повноваження 3 червня 2004.
Березень 2006 — кандидат в народні депутати України від політичної партії Партія екологічного порятунку «ЕКО+25%», № 11 в списку. На час виборів — тимчасово не працює, безпартійний.
Народний депутат України 6-го скликання з листопада 2007 до березня 2010 від Партії регіонів, № 83 в списку. На час виборів — Міністр Кабінету Міністрів України, член Партії регіонів. Член фракції Партії регіонів (з листопада 2007). Член Комітету з питань екологічної політики, природокористування та ліквідації наслідків Чорнобильської катастрофи (з грудня 2007). Склав депутатські повноваження 11 березня 2010.
Член Координаційної ради з питань місцевого самоврядування (09.1998 —12.2000); заступник голови Міжвідомчої комісії з питань місцевого самоврядування при КМ України (07.1998 —06.2000); член Експертної ради підприємців (02.1998 —10.2000); співголова Ради роботи з кадрами при Президентові України (07.1995 —02.2000); член Комісії при Президентові України з питань помилування (12.1999 —04.2005); член Ради Всеукраїнського об'єднання демократичних сил «Злагода» (з 03.1999); член Національної ради зі сталого розвитку України (з 05.2003); член Наглядової ради Національного фонду соціального захисту матерів і дітей «Україна — дітям» (з 01.2004); член Комісії з питань реформування правоохоронних органів в Україні (з 05.2004). У 2003 — 2005 рр. обіймав посаду Міністра Кабінету Міністрів України, 4 серпня 2006 року знову призначений на цю посаду.
У 2006 році балотувався до Верховної Ради за списками блоку "Еко+25%" — як голова громадської організації «Всеукраїнська екологічна ліга». Цей блок пов'язували з фінансово-промисловою групою "Індустріальний Союз Донбасу".
З 2007 року — член Партії регіонів.

## Нагороди та відзнаки
Заслужений працівник освіти України (травень 2001). Орден «За заслуги» ІІІ (серпень 1997), II ст. (2004). Почесна грамота КМ України (грудень 1999, грудень 2000, грудень 2004). Почесна грамота ВР України (2002). Нагрудний знак Державної служби України «За сумлінну працю» (1999). Орден «Святий Князь Володимир» II ст. (серпень 1999, УПЦ МП).
Почесний президент Фонду сприяння розвитку мистецтв України.
Державний службовець 1-го рангу (грудень 1999).

## Особисте
Володіє англійською мовою.
Захоплення: книжки, театр, спорт.